# Guernica (филм из 1978)
 (срп. Герника) је филм направљен 1978. у режији Емира Кустурице. Главне улоге тумаче Карел Аугуста, Петер Кршак и Борик Прохаска.

## Улоге
| Глумац          | Улога               |
| --------------- | ------------------- |
| Карел Аугуста   | лекар               |
| Петер Кршак     | Жан Баптист Киршнер |
| Борик Прохаска  | професор Ерик       |
| Јана Смрчкова   | Роџерова мајка      |
| Мирослав Видлак | Роџер               |